# Культура восточнолитовских курганов
Культура восточнолитовских курганов — археологическая культура Раннего Средневековья, расположенная на территории Восточной Литвы и в современных границах Северо-Западной Белоруссии. Название культура получила по нахождению на территории Восточной Литвы большого количества однотипных курганов, общим количеством около 6 тысяч насыпей, что составляет около 230 курганных групп. На территории Беларуси насчитывается около 80 групп курганов, расположенных в верховьях реки Вилия и на правобережье Немана около государственной границы с Литовской Республикой.
Территория восточнолитовских курганов отчётливо выделяется среди культур соседних балтских племён.

## Ареал культуры
Ареал распространения памятников культуры ограничивается на западе средним течением Немана, на севере — верховьем реки Швентойи, на юге охватывает бассейны рек Меркис и Вилия.
Западная часть современного Мядельского района Минской области входила в ареал распространения культуры восточнолитовских курганов. В восточной части территории проживали племена банцеровской культуры. Границей был лесной массив (Нарочанская пуща) между озерами Свирь и Нарочь.

## Хронология
Культура восточнолитовских курганов сменяет в III веке культуру штрихованной керамики.
В XIII веке, под влиянием христианства, в Великом княжестве Литовском, курганные могильники больше не сооружались. На смену им пришли грунтовые могильники.

## Этнический состав
Существует дискуссионное предположение о связи носителей данной культуры с летописным племенем литва..
Вместе с тем, культура восточнолитовских курганов вобрала в себя в качестве субстратного населения представителей культур штрихованной керамики и днепро-двинской, смешанное с носителями вельбарской и богачёвской культур.

## Погребальный обряд
Погребальный обряд — трупосожжение на грунте, от одного до шести захоронений в одной насыпи. В курганах X—XII ст. остатки кремации иногда размещали в верхней части насыпи в 10-15 см от поверхности. По мнению А. Тавтавичуса, обычай хоронить по несколько покойников в одном кургане пришёл вместе с обрядом трупосожжения из южного Занеманья с ятвяжских земель, с которым древние литовцы поддерживали тесные контакты.
В курганах возле д. Засвирь под всей насыпью были мощные прослойки черной земли, перемешанной с большим количеством древесного угля и сожженных костей. Вероятно, здесь на месте были сожжены лошади либо люди с лошадьми. Курганный могильник возле д. Засвирь (местное название — Капцы) принадлежал балтскому населению.

## Погребальный инвентарь
Погребальный инвентарь курганов с трупосожжением богат и разнообразен. В мужских захоронениях много предметов вооружения, лошадиной сбруи: топоры с узким лезвием, наконечники копий, длинные ножи (до 20-25 см), умбоны щитов, шпоры, стремена, кольца для упряжи. Наконечники стрел в курганах отсутствуют. Встречаются также пряжки, фибулы, огниво, шилы, точильные бруски.
Инвентарь женских захоронений представлен в основном украшениями, изредка — орудиями труда. Среди украшений различные шейные гривны, арбалето- и подковообразные фибулы, трапециевидная подвеска, браслеты с утолщенными концами, перстни, спиральки, стеклянные бусы.
Из предметов труда обнаружены серпы, ножи, иголки и глиняные пряслица (до 5 в одном захоронении). Изредка встречается лепная и гончарная керамика.